# Bezirk Gliniany
Bezirk Gliniany – dawny powiat (Bezirk) kraju koronnego Królestwo Galicji i Lodomerii, funkcjonujący w latach 1854–1867. Siedzibą starostwa było miasto Gliniany.

## Historia
Bezirk Gliniany utworzono w ramach reformy uwłaszczeniowej z okresu Wiosny Ludów (1848–1849), która likwidowała jurysdykcję właściciela ziemskiego nad poddanymi. W Galicji, dominium – jako podstawowa jednostka administracyjna i filar systemu feudalnego straciło rację bytu. Konieczne stało się zatem wprowadzenie nowego systemu administracyjnego, którego zręby powstały w latach 1851–1855. Nowy trójstopniowy podział administracyjny objął 21 cyrkułów (niem. Kreise), 179 małych powiatów (niem. Bezirke) i ponad 6000 gmin (niem. Gemeinde).
Bezirk Gliniany objął obszar o wielkości 8,6 mil², zamieszkany przez 27.107 ludzi i podzielony na 40 gmin katastralnych, w tym jedno miasto (Gliniany). Wszedł w skład cyrkułu złoczowskiego, jako jeden z jego dziesięciu powiatów.
Po nadaniu Galicji autonomii oraz powołaniu samorządu gminnego i powiatowego w 1865 zlikwidowano cyrkuły (Kreise). Dotychczasowe małe powiaty (Bezirke) w liczbie 179, utrzymały się do 1867 roku, kiedy to w następstwie kolejnej reformy administracyjnej (23 stycznia 1867) zostały zastąpione przez 74 większych powiatów. Obszar zniesionego Bezirk Gliniany wszedł wtedy w skład nowych powiatów przemyślańskiego i złoczowskiego (vide podział w tabeli poniżej). 1 sierpnia 1878 planowano z powiatu złoczowskiego do powiatu przemyślańskiego przenieść gminy Bałuczyn i Kutkorz, lecz decyzję tę cofnięto przed wejściem w życie rozporządzenia.

## Podział administracyjny (1854)
| Lp. | Gmina jednostkowa       | Powierzchnia | Ludność | Powiat w 1867 po zniesieniu |
| --- | ----------------------- | ------------ | ------- | --------------------------- |
| 1   | Gliniany (M)            | 4493         | 3455    | przemyślański               |
| 2   | Zamoście                | 1699         | 663     | przemyślański               |
| 3   | Przegnojów              | 2256         | 573     | przemyślański               |
| 4   | Laszki Królewskie       | 1876         | 887     | przemyślański               |
| 5   | Zeniów                  | 849          | 369     | przemyślański               |
| 6   | Kutkorz                 | 2502         | 545     | złoczowski                  |
| 7   | Bałuczyn                | 3183         | 649     | złoczowski                  |
| 8   | Połtew                  | 2233         | 475     | przemyślański               |
| 9   | Zadwórze                | 2802         | 861     | przemyślański               |
| 10  | Bogdanówka              | 2453         | 90      | przemyślański               |
| 11  | Połonice                | 2453         | 341     | przemyślański               |
| 12  | Firlejówka              | 2243         | 726     | złoczowski                  |
| 13  | Olszanka                | 852          | 267     | złoczowski                  |
| 14  | Bortków                 | 4175         | 709     | złoczowski                  |
| 15  | Skniłów                 | 1077         | 403     | złoczowski                  |
| 16  | Wyżniany                | 2440         | 519     | przemyślański               |
| 17  | Kurowice                | 2825         | 1228    | przemyślański               |
| 18  | Hanaczówka              | 242          | 356     | przemyślański               |
| 19  | Peczenia                | 1377         | 475     | przemyślański               |
| 20  | Poluchów                | 1531         | 644     | przemyślański               |
| 21  | Rozworzany              | 1360         | 458     | przemyślański               |
| 22  | Sołowa                  | 1013         | 328     | przemyślański               |
| 23  | Podhajczyki             | 1795         | 703     | przemyślański               |
| 24  | Dworzyska z Unterwalden | 426          | 326     | przemyślański               |
| 25  | Hanaczów                | 1592         | 869     | przemyślański               |
| 26  | Stanimirz               | 1541         | 623     | przemyślański               |
| 27  | Pohorylce               | 776          | 489     | przemyślański               |
| 28  | Turkocin                | 894          | 324     | przemyślański               |
| 29  | Uniów z Młynowcami      | 5475         | 683     | przemyślański               |
| 30  | Jaktorów                | 2867         | 635     | przemyślański               |
| 31  | Słowita                 | 4187         | 1068    | przemyślański               |
| 32  | Krzywice                | 1031         | 322     | przemyślański               |
| 33  | Lipowce                 | 3956         | 1034    | przemyślański               |
| 34  | Majdan                  | 659          | 381     | przemyślański               |
| 35  | Łonie                   | 2767         | 523     | przemyślański               |
| 36  | Łahodów                 | 3674         | 1177    | przemyślański               |
| 37  | Olszanica               | 3857         | 1274    | złoczowski                  |
| 38  | Mitulin                 | 2946         | 604     | złoczowski                  |
| 39  | Nowosiółki              | 2680         | 657     | złoczowski                  |
| 40  | Trędowacz               | 1816         | 394     | złoczowski                  |

Objaśnienie:
(M) = miasto; (m) = miasteczko